# Adolfo Manis
Adolfo Manis noto Fofo (Iglesias, 1º gennaio 1945) è un ex politico italiano.

## Biografia
Insegnante di matematica, fin da giovane iscritto alla DC e componente del Comitato regionale sardo del partito, è stato consigliere comunale a Iglesias dal 1976 al 1990 e preside dell'Istituto tecnico Enrico Fermi di Iglesias. 
Venne eletto senatore nel collegio Sulcis di Carbonia per due legislature, nel 1994 con Forza Italia e nel 1996 con Rinnovamento Italiano di Lamberto Dini, è stato anche Sottosegretario di Stato per il lavoro e la previdenza sociale nel Governo D'Alema II fra il 1999 e il 2000. 
Nel 2001 si ricandidò al Senato con Democrazia Europea di Sergio D'Antoni e Giulio Andreotti, nel collegio uninominale di Carbonia ottenne il 2,15% dei voti e non fu rieletto, concluse così la propria esperienza parlamentare.